# 高足
高足（たかあし、こうそく）とは田楽で行われる、足場の付いた一本の棒に乗って飛び跳ねる芸。鷺足（さぎあし）とも呼ばれる。
古くは1096年（永長元年）に京都で発生した永長の大田楽にて、「高足・一足」が行われていたと記録されている。

## 高足が行われる祭
茨城・西金砂田楽（金砂神社磯出大祭礼）「一本高足」
- http://www10.ocn.ne.jp/~yansaweb/kanasadengaku/document.1/oodengaku.kousei.htm
- http://wasshoi.gooside.com/kanasa-dengaku.htm

静岡・西浦田楽（西浦の田楽）
- http://www5a.biglobe.ne.jp/~saihou/nisiure33.htm
- http://www.yuugao.jp/yoshi/matsuri/08/09nishiure/nishiure_shidai.html

兵庫・上鴨川田楽（上鴨川住吉神社神事舞）
- http://www.yg.kobe-wu.ac.jp/geinou/07-exhibition3/02-ten_sair.html#n03
- http://www.hyogo-c.ed.jp/~rekihaku-bo/historystation/festival/html/067exp.html